# Ecuaneduba inzaensis
Ecuaneduba inzaensis är en insektsart som beskrevs av Chamorro Rengifo 2009. Ecuaneduba inzaensis ingår i släktet Ecuaneduba och familjen vårtbitare. Inga underarter finns listade i Catalogue of Life.